# Cipriano Reyes
Cipriano Reyes, (Lincoln, 1906 ― ibidem, 2001) était un dirigeant syndical et homme politique argentin. 
Ouvrier de l’industrie de la viande, il milita de très bonne heure dans le syndicalisme et fut dans les années 1930 le cofondateur du tout premier syndicat dans ce secteur d’activité. Les grèves qu’il organisa à ce titre lui valurent un premier séjour en prison. Fin 1943, ayant pris la tête du Syndicat autonome de l’industrie de la viande, né de la scission d’avec la FOIC dominée par les communistes, auxquels il ne cessera de s’opposer, il déclencha cette même année un mouvement de grève, qui lui attira un nouvel emprisonnement. 
Après le coup d’État de 1943 et l’ascension de Perón à la fin de cette même année, Reyes fit partie du groupe de syndicalistes qui conclut une alliance avec Perón et Mercante, alliance qui jeta les bases du péronisme. Néanmoins, il lança en 1945 une grève dans les entreprises frigorifiques, qui s’étira sur 96 jours et provoqua un début de pénurie, mais dont le syndicat sortit victorieux. La même année, Reyes et ses camarades apporteront une contribution importante à l’arrivée de Perón à la tête de l’État, d’abord en participant activement dans Buenos Aires à la mobilisation ouvrière du 17 octobre 1945 pour exiger la libération de Perón retenu captif par les militaires, ensuite par leur apport de voix aux élections de février 1946. Sous le gouvernement péroniste, il résista à la tentative entreprise par le nouveau pouvoir de mettre au pas les syndicats (par absorption dans le mouvement péroniste et dans la CGT), et s’obstina à garder indépendant le Parti travailliste par lui fondé en 1946. Ne cessant de critiquer les dérives autoritaires du péronisme, il se vit l’objet en 1948 d’une accusation (peu étayée) de vouloir fomenter un attentat contre Perón et Evita, et fut condamné à la prison, dont il ne sortit qu’en 1955, à la faveur du coup d’État de septembre 1955 qui renversa Perón. 
Reyes fut une personnalité assez marginale et difficilement classable de l’histoire de l’Argentine au XXe siècle. Son attitude intransigeante vis-à-vis du verticalisme péroniste et sa combattivité contre les milieux oligarchiques lui attirèrent l’inimitié non seulement de ces derniers, mais aussi de la gauche argentine, plus particulièrement des syndicats communistes, auxquels il se heurta frontalement, fustigeant en particulier leur inaptitude à appréhender la réalité et la culture du monde du travail en Argentine. La force politique qu’il mit sur pied, le Parti travailliste, était un parti de masse moderne, conçu sur le moule européen, et capable en peu de mois, quoique sans fonds et sans presse, de faire efficacement barrage dans les urnes en 1945 aux partis conservateurs et au bradénisme, avant d’être finalement asphyxié par le péronisme, que Reyes qualifiait de « Frankenstein politique ».

## Biographie

### Jeunes années et débuts dans le syndicalisme
Fils d’un artiste de cirque uruguayen venu en Argentine pour travailler dans le cirque criollo des frères Podestá, Cipriano Reyes grandit à Buenos Aires aux côtés de ses sept frères et sœurs. Sa mère lui enseigna à lire et lui communiqua le goût de l’histoire et de la poésie. En 1921, à l’âge de 14 ans, il déménagea avec ses parents pour la localité de Zárate, dans le nord de la province de Buenos Aires, et trouva à s’employer comme ouvrier dans l’entreprise frigorifique Armour, où il cofonda en 1923 le premier syndicat en date dans le secteur de la viande en Argentine ; son action dans ce syndicat de tendance syndicaliste révolutionnaire lui vaudra un séjour en prison.
Il s’installa ensuite à Necochea, dans le sud de la province, puis, embauché comme ouvrier par l’entreprise frigorifique Anglo, s’établit au début des années 1940 dans la localité industrielle de Berisso. Il y renoua avec son militantisme syndical en adhérant à un syndicat à forte coloration communiste. Dans son autobiographie, Reyes indique que lorsqu’il entama son activité syndicale, les comités syndicaux était dominés par des anarchistes, des socialistes et des communistes ; Reyes lui-même définissait son idéologie comme un « socialisme non marxiste ».
Fin 1943, il prit la tête du Syndicat autonome de l’industrie de la viande (Sindicato Autónomo de la Industria de la Carne), né de la scission d’avec la Fédération des ouvriers de l’industrie de la viande (Federación de Obreros de la Carne, sigle FOIC), dirigé jusque-là par le dirigeant communiste José Peter, lequel avait été appréhendé le 6 juin 1943 par la dictature militaire issue de la Révolution de 1943, puis envoyé à la prison de Neuquén en même temps que d’autres responsables syndicaux. Reyes entre-temps lança la grève de 1943 et fut de nouveau emprisonné. En octobre, le gouvernement fit fermer les locaux de la FOIC, ordonna en février la dissolution du syndicat, et en 1945 envoya Peter en exil à Montevideo,. Cipriano passait pour le chef d’une bande de « nazi-fascistes » violents aux yeux de ses rivaux, dont les partis de gauche, mais au contraire pour un lutteur infatigable pour ses collègues d’atelier. Les deux camps cependant reconnaissaient ses capacités et son endurance, et son ascendant sur la communauté ouvrière de Berisso et d’Ensenada apparaît incontestable : le syndicat autonome qu’il dirigeait avait fait de son secteur d’activité le secteur le plus actif et le plus dynamique d’Argentine.

### Pendant la Révolution de 1943

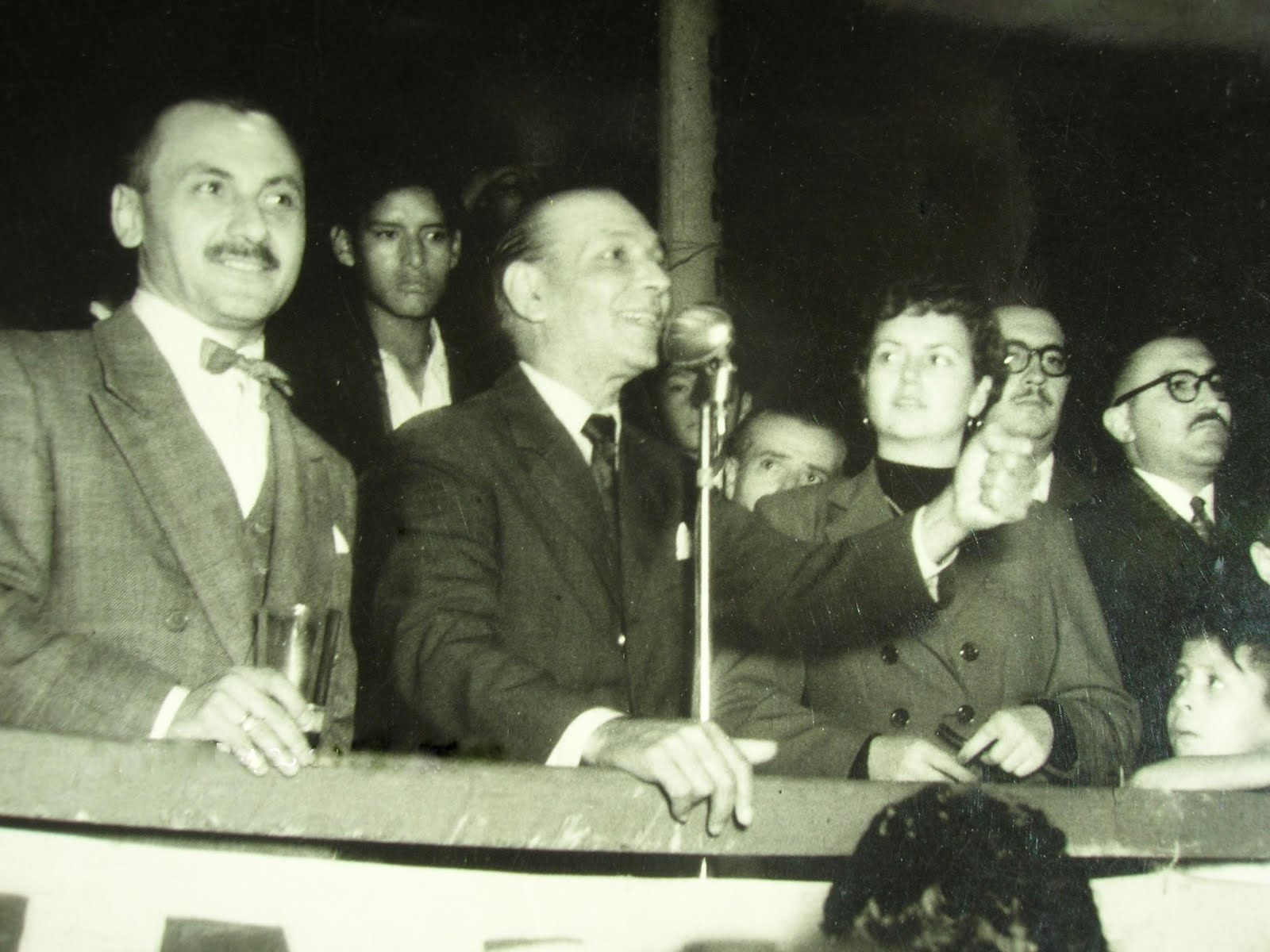
Reyes lors d’un rassemblement (1955?).

Durant la Révolution de 43, Reyes sera l’un des responsables syndicaux qui se joindront à l’alliance conclue entre une fraction du mouvement ouvrier argentin (comprenant Ángel Borlenghi, Juan Atilio Bramuglia, José Domenech, David Diskin, Alcides Montiel, Lucio Bonilla, Luis Gay, Modesto Orozo, René Stordeur, Aurelio Hernández, Ángel Perelman, etc.) et un groupe de jeunes militaires emmené par les colonels Juan Perón et Domingo Mercante ; cette alliance, qui prit corps au sein du secrétariat au Travail et à la Prévoyance, fut à l’origine du péronisme. À ce titre, Reyes eut à affronter le dirigeant communiste José Peter, parvenant finalement à écarter le courant communiste de la direction de la FOIC. 
En 1945, il mena un dur mouvement de grève qui se prolongea sur 96 jours, impliqua des actes de sabotage contre les expéditions de viande vers l’Europe, et apporta la faim et les pénuries à la population ouvrière de Berisso ; si elle aboutit à la victoire des grévistes, elle donna lieu aussi à des persécutions et à des brimades policières. Des comités parallèles se substituèrent à la direction syndicale persécutée (plus particulièrement en les personnes de Reyes et de son frère), parfois clandestinement, dans les bois du littoral ou sur des îlots. Les résultats obtenus à Berisso eurent une répercussion au niveau national, où les changements économiques avaient été réclamés en vain par la classe ouvrière depuis des décennies. Des collègues syndicalistes de Reyes, tels qu’Hipólito Pintos, furent dépêchés pour organiser des grèves dans des lieux aussi éloignés que Río Gallegos, Puerto Deseado et Puerto San Julián. Les entreprises frigorifiques, qui subissaient de fortes pertes, faisaient pression sur le gouvernement, et les grands éleveurs s’alarmaient de la cessation de l’exportation de la viande. L’oligarchie locale s’inquiétait de la croissante capacité d’action d’une fraction ouvrière agissant en dehors de la CGT et de syndicats plus prévisibles.
Reyes prit part à la mobilisation ouvrière historique du 17 octobre 1945, dite Jour de la Loyauté, grâce à laquelle fut obtenue la remise en liberté de Perón, retenu prisonnier au lendemain d’une révolution de palais survenue quelques jours auparavant. Si Reyes s’est attribué le beau rôle dans cet événement, l’histoire officielle diffusée par le péronisme ne mentionnait pas son nom, et préférait mettre en valeur le rôle d’Eva Perón, version que Reyes aura plus tard la hardiesse, en plein péronisme, de remettre en question.

### Sous le péronisme

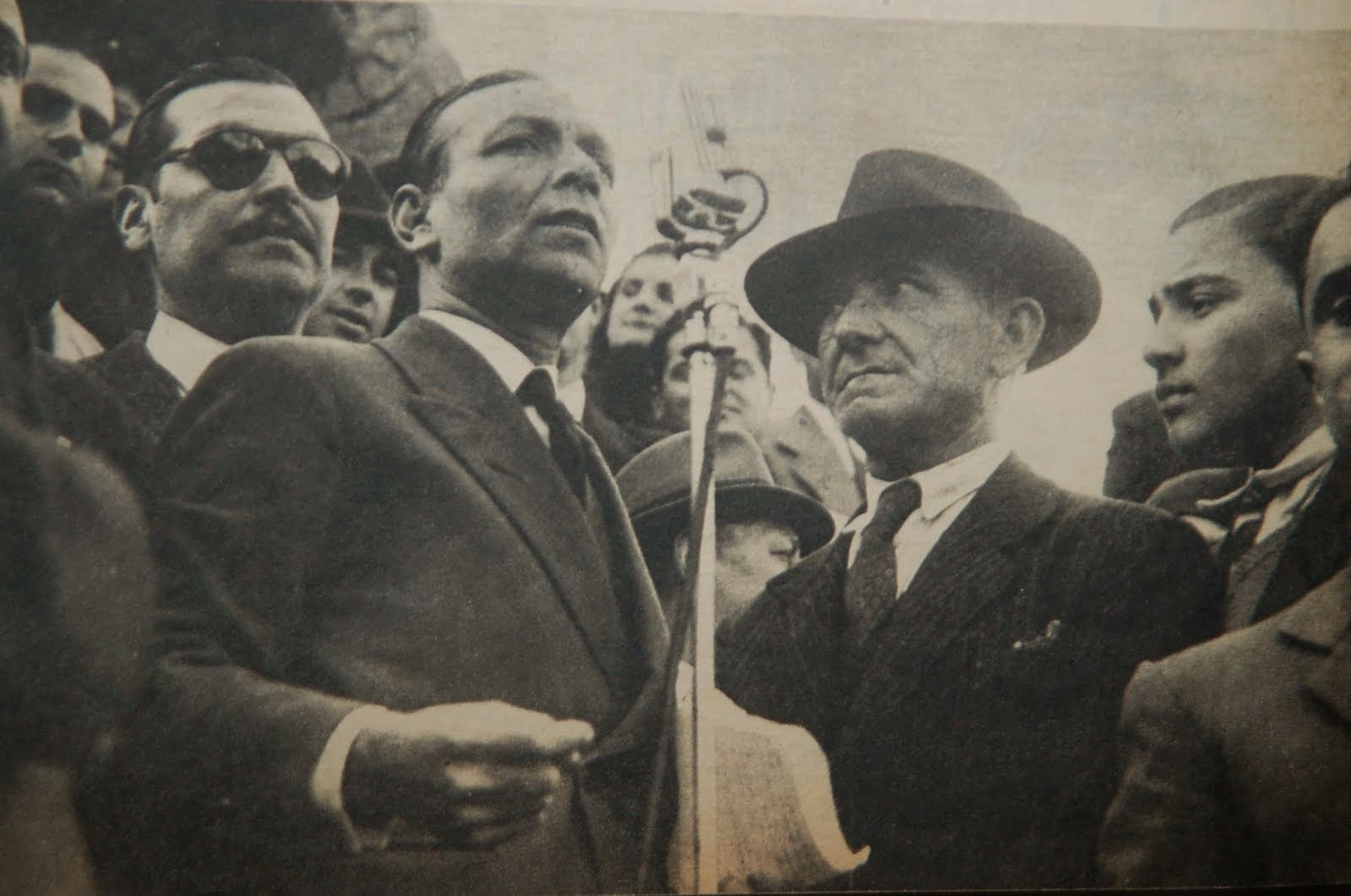
Reyes prononçant un discours (probablement 1955).

Aussitôt après les événements d’octobre 1945, Cipriano Reyes, Luis Gay et d’autres responsables syndicaux fondèrent le Parti travailliste d’Argentine dans le but d’appuyer la candidature de Juan Perón à l’élection présidentielle convoquée par le gouvernement militaire pour le 24 février 1946 ; l’apport de voix du Parti travailliste fut un des éléments décisifs dans la victoire de Perón. Reyes, quant à lui, réussit à se faire élire député national pour la province de Buenos Aires.
Le 23 mai 1946, au lendemain des élections et dix jours avant l’investiture de Perón comme président de la Nation, celui-ci annonça, par le biais d’un message diffusé sur toutes les stations de radio du pays le 23 mai 1946, que la dissolution du Parti travailliste, de l’UCR Junta Renovadora et des Centres civiques indépendants avait été décidée, et qu’ils seraient remplacés par un nouveau parti, le Movimiento Nacional Justicialista, dont Perón lui-même devait quelques jours plus tard se faire le titulaire. Si les radicaux acceptèrent cette décision, Reyes en revanche s’y opposa et, se confrontant à Perón, prétendit maintenir son parti. Il notera : « En 46, on s’en prit à mon syndicat. Perón voulait que tous les comités syndicaux dépendent de la CGT, et nous autres ne l’avons pas accepté,. » 
Les Centres travaillistes de tout le pays étaient en faveur du maintien de l’autonomie du parti et ne voulurent reconnaître comme leurs autorités que le Comité national présidé par Luis Gay et le Comité provincial présidé par Cipriano Reyes. Sans pour autant être opposés à Perón, les travaillistes n’admettaient pas de se voir privés des pratiques démocratiques et autonomes de leur parti.
Les 29 et 30 mai 1946 se tint la Quatrième Conférence nationale où, au terme d’intenses débats, le Comité directeur central démissionna afin qu’un Congrès national pût décider de la destinée finale du parti. L’on approuva alors l’unification avec les autres groupements politiques concernés, à la condition toutefois que fût accordée aux travaillistes une représentation en proportion de son importance politique et numérique ; cependant, le 17 juin de la même année un communiqué de presse de Perón déclara la dissolution définitive du parti.
Le fait que Reyes continua néanmoins pendant encore deux ans d’occuper son strapontin à la Chambre des députés, en dépit de ce que son parti eût été déclaré illégal, et qu’il ne cessa de dénoncer l’autoritarisme du gouvernement péroniste, l’accusant de trahison, s’explique par l’important appui dont il bénéficiait dans les usines. Perón tenta de l’amadouer en lui offrant la présidence de la Chambre, mais Reyes déclina cette offre (« je ne sers pas à agiter la clochette », dira-t-il). Le 17 octobre 1946, narguant la première célébration officielle du Jour de la Loyauté sur la place de Mai, son groupe récalcitrant préféra fêter la Journée du Peuple, à La Plata et sur la place du Congrès de Buenos Aires, au motif qu’aucun des « personnages » qui sur les balcons de la Casa Rosada s’octroyaient le mérite de la journée du 17 octobre 1945 n’avait en réalité joué le moindre rôle dans la gestation de celle-ci, car tous en effet s’étaient tenus cachés ce jour-là, voire, comme dans le cas de Perón lui-même (témoin les lettres qu’il écrivit à Evita et à Mercante, où il exposait son désir de se retirer de la politique), avaient été assaillis de doutes jusqu’à la dernière minute.
Le 4 juillet 1947, Reyes, qui venait de quitter son domicile, fut victime d’un attentat, lors duquel le taxi dans lequel il se déplaçait fut mitraillé ; le chauffeur Ignacio Fontán périt dans l’attentat et Reyes lui-même fut grièvement blessé à la jambe. 
Les 24 et 25 septembre 1948, le gouvernement péroniste affirma qu’un groupe sous le commandement de Reyes « avait juré de tuer Perón » et projetait de commettre un attentat contre lui et son épouse, le 12 octobre à la sortie du théâtre Colón ; Reyes, son frère Héctor et plusieurs de ses camarades travaillistes furent inopinément appréhendés et torturés à la gégène, selon ce que lui-même en rapporta ultérieurement, puis condamnés à des peines d’emprisonnement,,.

### L’après-1955
Reyes fut remis en liberté en 1955, au bout de sept d’ans d’incarcération, à la faveur d’une mesure d’amnistie à la suite du coup d’État de septembre, prélude au régime dictatorial de la Révolution libératrice. En 1957, il s’efforça de réorganiser le Parti travailliste, sur une position opposée à la dictature militaire et favorable au rétablissement de la Constitution de 1949 adoptée sous le gouvernement péroniste. Cependant, dans un contexte d’extrême polarisation politique entre péronistes et antipéronistes, son positionnement, plus nuancé, tombait hors de saison. Jusqu’à la fin de ses jours, il se tint au côté d’un Parti travailliste désormais en léthargie, qui ne réussit plus à gagner le moindre scrutin.

## Œuvres
- (es) ¿Qué es el laborismo? : Exposición de las ideas que forman la base ideológica, Buenos Aires, Ediciones R.A., 1946.
- (es) Mi sermón de la llanura, Buenos Aires, Ramos Americana Editora, 1980.
- (es) Yo hice el 17 de octubre, Buenos Aires, Centro Editor de América Latina, 1984.
- (es) La farsa del peronismo, Buenos Aires, Sudamericana/Planeta, 1987, 187 p. (ISBN 950-37-0262-3).

## Sources